# Trương Chí Quân
Trương Chí Quân (chữ Anh: Zhang Zhijun, chữ Trung phồn thể: 張志軍, chữ Trung giản thể: 张志军, bính âm: Zhāng Zhìjūn), nam, người thành phố Nam Thông tỉnh Giang Tô, ra đời vào tháng 02 năm 1953, trình độ văn hoá Đại học, gia nhập Đảng Cộng sản Trung Quốc vào tháng 08 năm 1971, tham gia công tác tại Binh đoàn kiến thiết sinh sản Hắc Long Giang của Quân Giải phóng Nhân dân Trung Quốc vào tháng 06 năm 1969, học tập ở Đại học Bắc Kinh vào tháng 09 năm 1971, du học đến Anh Quốc vào tháng 10 năm 1973, từng giữ chức Ủy viên Chính hiệp toàn quốc khóa XI, Ủy viên Ủy ban Trung ương khóa XVIII Đảng Cộng sản Trung Quốc. 
Hiện tại giữ chức Ủy viên Phó chủ nhiệm Ủy ban ngoại vụ Đại hội Đại biểu Nhân dân toàn quốc khóa XIII, Ủy viên Ủy ban thường vụ Đại hội Đại biểu Nhân dân toàn quốc khóa XIII. 

## Lí lịch nhân vật
- Từ năm 1969 đến năm 1974, làm việc ở Binh đoàn kiến thiết sinh sản Hắc Long Giang của Quân Giải phóng Nhân dân Trung Quốc;[4]
- Từ năm 1975 đến năm 1988, Phó trưởng phòng, cán bộ Cục 7 của Bộ liên lạc đối ngoại Ủy ban Trung ương Đảng Cộng sản Trung Quốc;
- Từ năm 1988 đến năm 1991, Trưởng phòng Cục 7 Bộ liên lạc đối ngoại Ủy ban Trung ương Đảng Cộng sản Trung Quốc;
- Từ năm 1991 đến năm 1994, Bí thư thứ nhất Đại sứ quán nước Cộng hoà Nhân dân Trung Hoa tại Anh Quốc;
- Từ năm 1994 đến năm 1996, Phó cục trưởng Cục 7 Bộ liên lạc đối ngoại Ủy ban Trung ương Đảng Cộng sản Trung Quốc;
- Từ năm 1996 đến năm 1997, tạm thời giữ chức Bí thư Thành uỷ thành phố Tri Bác, tỉnh Sơn Đông;
- Từ năm 1997 đến năm 1998, Chủ nhiệm Ban nghiên cứu Bộ liên lạc đối ngoại Đảng Cộng sản Trung Quốc;
- Từ năm 1998 đến năm 2000, Cục trưởng Cục 7 Bộ liên lạc đối ngoại Ủy ban Trung ương Đảng Cộng sản Trung Quốc;
- Trong năm 2000, Cục trưởng Cục 7 kiêm Phó thư kí trưởng Bộ liên lạc đối ngoại Ủy ban Trung ương Đảng Cộng sản Trung Quốc;
- Từ năm 2000 đến tháng 06 năm 2009, Phó bộ trưởng Bộ liên lạc đối ngoại Ủy ban Trung ương Đảng Cộng sản Trung Quốc;
- Từ tháng 06 năm 2009 đến tháng 12 năm 2010, Ủy viên đảng uỷ, Phó bộ trưởng Bộ Ngoại giao nước Cộng hoà Nhân dân Trung Hoa [5];
- Từ tháng 12 năm 2010 đến tháng 03 năm 2013, Bí thư đảng uỷ, Phó bộ trưởng thường vụ Bộ Ngoại giao nước Cộng hoà Nhân dân Trung Hoa; [6]
- Từ tháng 03 năm 2013 đến tháng 03 năm 2018, thành viên của Tiểu tổ lãnh đạo công tác về Đài Loan trực thuộc Trung ương Đảng Cộng sản Trung Quốc, chủ nhiệm Văn phòng sự vụ Đài Loan Quốc vụ viện và Văn phòng công tác Đài Loan của Trung ương Đảng Cộng sản Trung Quốc [3];
- Từ tháng 03 năm 2018 đến hiện tại, Ủy viên Ủy ban Thường vụ Đại hội Đại biểu Nhân dân toàn quốc khóa XIII, [7] Ủy viên Phó chủ nhiệm Ủy ban ngoại vụ Đại hội Đại biểu Nhân dân toàn quốc khóa XIII [8].

## Sự tích và giai thoại

### Sự vụĐài Loan
Ngày 06 tháng 10 năm 2013, trước khi Hội nghị không chính thức các nhà lãnh đạo kinh tế APEC cử hành ở đảo Bali, nước Indonesia, Trương Chí Quân tham dự công tác điều hoà sự vụ hai bờ eo biển Đài Loan, đặc phái viên Tiêu Vạn Trường (Siew Wan-chang) được Tổng thống Trung Hoa Dân Quốc lúc đó là Mã Anh Cửu sai phái tới gặp mặt Tổng bí thư Trung ương Đảng Cộng sản Trung Quốc Tập Cận Bình, và lần đầu tiên Ủy ban Đại lục Viện hành chính Đài Loan được mời tham gia hội nghị APEC. Thêm vào đó, Ủy viên Chủ nhiệm Ủy ban Đại lục Viện hành chính Đài Loan ông Vương Úc Kì (Wang Yu-chi) tán thành, đồng ý và thỉnh mời Đài Loan phỏng vấn Trung Quốc đại lục trong thời gian thích hợp, sự việc đó được biết là một bước đột phá lớn trong tiến triển quan hệ hai bờ eo biển Đài Loan. 

### Cuộc hội đàm giữa ông Trương Chí Quân và ông Vương Úc Kì

#### Lần thứ nhất
Ngày 11 tháng 02 năm 2014, chủ nhiệm Văn phòng sự vụ Đài Loan Quốc vụ viện (TAO) ông Trương Chí Quân hội ngộ với Ủy viên Chủ nhiệm Ủy ban Đại lục Viện hành chính Đài Loan (MAC) ông Vương Úc Kì tại khách sạn biệt thự Tử Kim thành phố Nam Kinh, Trung Quốc.  Trước đây, nhắc đến một cuộc hội đàm giữa Đài Loan và Trung Quốc là điều gần như không tưởng. Đây là kết quả của nhiều năm nỗ lực bình thường hoá quan hệ của Bắc Kinh và Đài Bắc, đánh dấu sự tiếp xúc đầu tiên mang tính biểu tượng lịch sử kể từ khi hòn đảo này và Trung Quốc đại lục chia cắt sau nội chiến ở Trung Quốc năm 1949.
Trong cuộc hội đàm hơn hai tiếng đồng hồ, hai bên đã đẩy mạnh trao đổi ý kiến lẫn nhau một cách sâu sắc, rộng khắp vấn đề có liên quan đến quan hệ hai bờ eo biển Đài Loan, bao gồm: phải quý trọng và duy trì bảo hộ cục diện bất di bất dịch về sau, lấy tất cả lợi ích dân tộc Trung Hoa làm trọng lượng, dựa theo quan niệm lí thuyết "Bậc cha chú trong gia tộc của hai bờ eo biển", liên tục giao lưu mở rộng, đẩy mạnh đàm phán, hợp tác mật thiết, đem lại hạnh phúc cho đồng bào hai bờ eo biển, cùng nhau chấn hưng Trung Hoa, hai bên liên tục đẩy mạnh quan hệ hai bờ trên cơ sở kiên trì "Ý thức chung năm 1992", Ủy ban Đại lục Viện hành chính Đài Loan và Văn phòng sự vụ Đài Loan Quốc vụ viện sáng lập cơ chế khai thông bình thường hoá liên lạc.
Hai bên còn thảo luận bao nhiêu sự tình trong việc phát triển quan hệ hai bờ eo biển Đài Loan hiện nay, bày tỏ sẽ bàn bạc hiệp ước kế tiếp sau khi gắng sức hoàn thành ECFA, hoàn thiện cơ chế hợp tác kinh tế hai bờ eo biển, nghiên cứu thảo luận thực tế phương thức thích hợp và đường lối khả thi để nối tiếp nhau tiến trình hợp tác kinh tế khu vực và phát triển chung kinh tế hai bờ eo biển; tiến lên một bước mở rộng và làm sâu sắc sự hợp tác giao lưu khoa học - kĩ thuật, văn hoá - giáo dục của hai bờ eo biển; nhất trí tìm kiếm giải pháp bảo hiểm y tế nhằm hướng tới sinh viên Đài Loan học tập ở Trung Quốc, liên tục thương lượng Hiệp hội quan hệ hai bờ eo biển (ARATS) và Hội quỹ giao lưu eo biển (SAF) để thiết lập lẫn nhau cơ cấu lo liệu công việc, nhất thiết xử lí thích đáng vấn đề còn sót lại, thật hiện sự thiết lập lẫn nhau càng sớm càng tốt; v.v
Vương Úc Kì thỉnh mời Trương Chí Quân thăm hỏi Đài Loan, Trương Chí Quân tiếp nhận lời mời đó. Trương Chí Quân nói: "Được xem như là hai người giữ trách nhiệm quản lí sự vụ hai bờ eo biển, chúng ta phải khai thông nhiều hơn, hiểu rõ ý dân, tình trạng xã đoàn lẫn nhau hơn, tôi muốn dân chúng hai bờ eo biển hoan nghênh với điều đó".

#### Lần thứ hai
Chủ nhiệm Văn phòng sự vụ Đài Loan Quốc vụ viện (TAO) ông Trương Chí Quân và Ủy viên Chủ nhiệm Ủy ban Đại lục Viện hành chính Đài Loan (MAC) ông Vương Úc Kì cử hành song phương cuộc hội đàm chính thức lần thứ hai của người phụ trách bộ phận chủ quản sự vụ hai bờ eo biển vào lúc sau trưa ngày 25 tháng 06 năm 2014 tại khách sạn Novotel Đào Viên thuộc China Airlines, đã trao đổi ý kiến lẫn nhau về tình hình quan hệ hai bờ và làm cách nào đẩy mạnh quan hệ hai bờ.
Khi cuộc hội đàm bắt đầu, Trương Chí Quân phát biểu trong lời chào mừng, người phụ trách bộ phận chủ quản sự vụ hai bờ eo biển của hai bên có thể hoàn thành việc thăm hỏi lẫn nhau trong sáu tháng, kiến lập cơ chế khai thông bình thường hoá liên lạc giữa hai bộ phận, điều này trước đây là rất khó tưởng tượng. Chúng tôi hi vọng, hai bờ eo biển kiên trì chính xác phương hướng của hai bên, tăng thêm lòng thành thực lẫn nhau về chính trị, bảo toàn phát triển tình thế, kiến tạo hoàn cảnh tốt lành; hai bờ eo biển tiến lên một bước tăng cường giao lưu hợp tác các lĩnh vực, giao lưu dung nạp phong phú, hoàn thiện xây dựng chế độ, mở rộng thành quả hợp tác; đồng bào hai bờ eo biển đặc biệt là dân chúng cơ sở và thế hệ thanh niên tăng cường khai thông qua lại; gia tăng hiểu rõ sự lí và tin tưởng nhau, xúc tiến tinh thần phù hợp, tăng cường động lực phát triển.

### Cuộc gặp mặt giữa ông Tập Cận Bình và ông Mã Anh Cửu
Từ Bắc Kinh, chủ nhiệm Văn phòng sự vụ Đài Loan Quốc vụ viện ông Trương Chí Quân cho biết đây là cuộc gặp gỡ quan trọng vì lần đầu tiên hai nhà lãnh đạo Trung Quốc và Đài Loan gặp nhau. Mục đích của cuộc gặp mặt song phương được nói là nhằm trao đổi ý kiến để tiếp tục đường hướng hợp tác phát triển hoà bình quan hệ hai bờ eo biển Đài Loan.
Trương Chí Quân nhấn mạnh, ông Tập và ông Mã sẽ gặp nhau trong địa vị người lãnh đạo của hai bờ eo biển và thoả thuận xưng hô là "tiên sinh" khi trao đổi.
Chủ tịch nước Cộng hoà Nhân dân Trung Hoa Tập Cận Bình và Tổng thống Trung Hoa Dân quốc Mã Anh Cửu có cuộc gặp lịch sử vào thứ bảy ngày 07 tháng 11 năm 2015 ở Singapore.

## Đảm nhiệm chức vụ
Đại biểu Đại hội Đại biểu toàn quốc lần thứ 17 Đảng Cộng sản Trung Quốc , Đại biểu Đại hội Đại biểu toàn quốc lần thứ 18 Đảng Cộng sản Trung Quốc , Ủy viên Ủy ban Trung ương khóa XVIII Đảng Cộng sản Trung Quốc , Ủy viên Chính hiệp toàn quốc khóa XI , Đại biểu Đại hội Đại biểu Nhân dân toàn quốc khóa XIII . Ủy viên Phó chủ nhiệm Ủy ban ngoại vụ Đại hội Đại biểu Nhân dân toàn quốc khóa XIII , Ủy viên Ủy ban Thường vụ Đại hội Đại biểu Nhân dân toàn quốc khóa XIII .